# Новоолександрівка (Єланецька селищна громада)
Новоолекса́ндрівка —  село в Україні, у Єланецькій селищній громаді Вознесенського району Миколаївської області. Населення становить 245 осіб. До 2020 року орган місцевого самоврядування — Калинівська сільська рада.

## Населення

### Мова
Розподіл населення за рідною мовою за даними перепису 2001 року:
| Мова       | Кількість | Відсоток |
| ---------- | --------- | -------- |
| українська | 232       | 94.69%   |
| російська  | 12        | 4.90%    |
| білоруська | 1         | 0.41%    |
| Усього     | 235       | 100%     |